# Gagea libanotica
Gagea libanotica là một loài thực vật có hoa trong họ Liliaceae. Loài này được (Hochst.) Greuter miêu tả khoa học đầu tiên năm 1970.